# Вышка (фильм)
«Вы́шка» (англ. Fall) — британо-американский триллер-выживание 2022 года, режиссёром и автором сценария к которому стал Скотт Манн (соавтор Джеймс Харрис). В фильме сыграли Грэйс Кэролайн Карри, Вирджиния Гарднер, Мейсон Гудинг и Джеффри Дин Морган. Фильм рассказывает о восхождении двух девушек, Бекки и Хантер, на телевышку (находящуюся в аварийном состоянии и ожидающую сноса) высотой в 2000 футов (610 м). После обрушения лестницы девушки оказываются в ловушке, спуститься вниз невозможно.
Фильм вышел в кинотеатры США 12 августа 2022 года, а прокат осуществила компания Lionsgate Films. Фильм с бюджетом в 3 миллиона долларов получил высокие кассовые сборы, собрав 20,7 миллиона долларов по всему миру. Критики в целом положительно отзывались о фильме, высоко оценили режиссуру Скотта Манна, атмосферу фильма, съёмки, интригу сюжета и актёрскую игру Грэйс Карри и Вирджинии Гарднер, но раскритиковали его простой сценарий, спецэффекты и темп.

## Сюжет
Бекки, её муж Дэн и подруга Шайло Хантер поднимаются по скале. Дэн обгоняет Хантер и вырывается вперёд, но вылетевшие из гнезда в скале птицы дезориентируют его, и он срывается вниз. До стены он дотянуться не может и просит Бекки отстегнуть карабин, чтобы удлинить верёвку. Однако это решение оказывается роковым, клин вырывается из скалы, и Дэн падает вниз.
Спустя год Бекки по-прежнему тоскует по мужу и, сидя в баре, заливает горе спиртным. За ней приезжает её отец Джеймс, но она категорически отвергает его помощь и отказывается с ним общаться. На прощание Джеймс задаёт вопрос: «Настолько ли хорош был Дэн, как бы он вёл себя, окажись на твоём месте?».
К Бекки обращается Хантер и предлагает ей совершить восхождение на заброшенную телевышку Б-67, которую вскоре должны снести, и развеять с её вершины прах Дэна. Бекки, не совершавшая восхождений с того скорбного дня, с неохотой соглашается, надеясь победить свои страхи. Девушки отправляются в пустыню и после ночёвки в близлежащем мотеле, где Хантер показывает Бекки лайфхак, как зарядить телефон от настольной лампы, вставив вилку в контакты внутри патрона, добираются до вышки. Подъехав к вышке девушки обнаруживают, что ворота закрыты и дальше придётся идти пешком. По дороге они видят труп собаки, над которым кружат грифы. Хантер делает фото и выкладывает его в блог, после чего вместе с Бекки отгоняет грифов.
Они поднимаются по ржавой и плохо закреплённой 550-метровой лестнице, находящейся внутри стального каркаса. На 300-х метрах Хантер сообщает, что они поднялись на высоту Эйфелевой башни. Затем они поднимаются по внешней лестнице на 60-метровый столб, на середине которого прикреплены две параболические антенны, а потом на площадку наверху столба, из которой поднимается узкий шпиль, фонарь на вершине которого предупреждает пилотов об опасности.
Бекки говорит прощальные слова и развеивает прах мужа. Хантер с помощью квадрокоптера и телефона делает снимки для своего блога экстремальных приключений.
Бекки начинает спускаться вниз, но неожиданно внешняя лестница разваливается целиком, девушка повисает на страховочной верёвке и Хантер чуть не падает за ней вниз. Хантер хватается за шпиль и ей удаётся вытащить Бекки на площадку. Спуститься вниз по гладкому столбу невозможно, телефоны не ловят связь, а рюкзак со снаряжением упал на параболическую антенну. Хантер замечает рану на ноге Бекки и перевязывает её. Девушки не падают духом, в железном ящике, приваренном к шпилю они находят сигнальную ракетницу с одним зарядом и бинокль.
Хантер вспоминает, что при подъёме на телефон приходили лайки от подписчиков. Она снимает со своей ноги кед, засовывает туда телефон, утрамбовывает носком и лифчиком и бросает его вниз. Бекки, глядя на босую ногу Хантер, видит татуировку «1.4.3» и вспоминает, что Дэн никогда не говорил «Я тебя люблю», а использовал цифры, означающие количество букв в словах.
Девушки замечают внизу мужчину, гуляющего с собакой. Они кричат и светят фонариком, но он разговаривает по телефону и не слышит их криков. Бекки бросает вниз кроссовок, в надежде, что мужчина обратит на них своё внимание. Мужчина обращает внимание на странное поведение собаки, осматривает обувь Бекки, но не замечает девушек и уходит. Как оказалось, он приехал не один, фургон прибывших остановился на пикник.
Дождавшись темноты, Бекки с целью привлечь внимание запускает сигнальную ракету. Мужчины замечают сигнал и через подзорную трубу рассматривают девушек. Девушки ликуют и радуются возможному спасению, но мужчины, вместо того чтобы помочь, берут монтировку и угоняют машину Хантер. Ночью Бекки рассказывает о своих подозрениях насчёт татуировки Хантер. Расстроенная Хантер сообщает, что за четыре месяца до свадьбы Бекки и Дэна она встречалась с ним.
На следующий день Хантер решает спуститься за рюкзаком, в котором есть вода. 15-метровой длины верёвки оказывается недостаточно, и Хантер, отстегнув карабин, прыгает на антенны. Подцепив селфи-палкой верёвку, Хантер вешает на неё рюкзак, а потом запрыгивает на него сама. Бекки вытягивает верёвку, а Хантер подтягивается. Но по дороге Хантер срывается и чудом цепляется за рюкзак. Она говорит Бекки, что порезала руки и подтягиваться уже не сможет. Бекки вытягивает Хантер с рюкзаком.
Девушки решают отправить к мотелю квадрокоптер с запиской. Однако аккумулятор квадрокоптера разряжен, и девушки в последний момент возвращают его обратно.
Ночью Бекки, проснувшись от нападения птиц, замечает окровавленное тело подруги, которое клюют грифы. Она просыпается, и Хантер убеждает её, что это был всего лишь сон. Вспомнив, как Хантер заряжала телефон в кафе мотеля, Бекки решает зарядить аккумулятор квадрокоптера от патрона лампы, находящейся на шпиле вышки. Бекки поднимается по узкому столбу наверх и, отбиваясь от грифа, заряжает аккумулятор. Дождавшись времени отъезда гостей мотеля, девушки запускают квадрокоптер, но у самого мотеля его сбивает грузовик.
Бекки решается сбросить вниз свой телефон и просит у Хантер её кед. Но та отвечает, что его здесь нет. На замечание Бекки: «Он ведь на твоей ноге», Хантер объясняет, что сорвалась, не сумев схватиться за рюкзак, упала на антенну и истекла кровью. На самом деле кошмар, увиденный ночью, был реальностью, а из за пережитого шока, Хантер стала внутренним наставником Бекки, а все действия она выполняла сама.
Силы Бекки иссякают. Подлетевший стервятник клюёт рану Бекки, но та приходит в себя, убивает птицу и подкрепляется её мясом. Она спускается по верёвке и прыгает на антенну. Распугав грифов, Бекки пишет отцу просьбу помочь, снимает с Хантер второй кед, засовывает в него телефон, а сам кед — в расклёванный грифами живот подруги, и попрощавшись, сбрасывает её тело вниз.
Джеймс спешит к вышке, где уже работают сотрудники полиции и спасатели. Врачи уносят тело Хантер, а Бекки просит прощения у своего отца, а затем уезжает с ним.

## В ролях
- Грейс Кэролайн Карри[англ.] — Бекки
- Вирджиния Гарднер — Хантер
- Мейсон Гудинг — Дэн
- Джеффри Дин Морган — Джеймс
- Даррелл Деннис[англ.] — Рэнди

## Производство

### Съёмки фильма
Изначально фильм задумывался как короткометражный. По словам режиссёра Скотта Мана, идея пришла ему в голову во время съёмок фильма «Финальный счёт» на стадионе в Великобритании: «Мы снимали на высоте, а за кадром у нас состоялся интересный разговор о высоте и страхе падения, о том, что это действительно внутри каждого из нас, и что это может стать отличным сюжетом для фильма». Фильм был снят в формате IMAX в горах Шадоу-Маунтейнс, в калифорнийской пустыне Мохаве. Создателей фильма вдохновил вид вышки KXTV/KOVR в Уолнат-Гров, штат Калифорния, высотой в 2049 футов (625 м).
По словам режиссёра Скотта Манна, создатели фильма рассматривали вариант съёмки на зелёном фоне с добавлением цифровых декораций, но в конечном итоге выбрали настоящие. Было решено построить верхнюю часть башни на вершине горы, чтобы актёры действительно выглядели так, будто находятся на высоте в нескольких сотнях метров от земли, хотя в реальности они не поднимались выше тридцати метров. Сложные погодные условия, такие как молнии и сильный ветер, часто затрудняли съёмки. Производство фильма обошлось в 3 млн долларов.

### Послепроизводственный этап и цензура
После завершения производства компания Lionsgate Films приобрела права на распространение фильма без минимальных гарантий для продюсеров. После успешных пробных показов фильма руководство компании решило показать фильм в кинотеатрах и попросила съёмочную команду вырезать или заменить слово fuck которое встречается в фильме 30 раз, для того чтобы фильм мог получить рейтинг PG-13 от Ассоциации кинокомпаний вместо рейтинга R (в российском прокате фильм получил официальный рейтинг «18+»), что по расчётам повысило бы прибыль. Поскольку пересъёмка сцен потребовала бы много времени и денег, создатели фильма обратились к компании Flawless, основанной в 2021 году Ником Лайнсом и режиссёром фильма Скоттом Манном, чтобы с помощью технологии Deepfake заменить слово fuck на более приемлемые фразы типа «чёрт» и с помощью синтеза изображений переделать лица актёров, во время произношения этих слов. Это был первый проект с использованием услуг компании Flawless. В итоге фильм получил рейтинг PG-13. По словам Манна, «нейронные пересъёмки» были завершены в течение двух недель на заключительных этапах стадии после производства. Всего вместе с выпуском и рекламой компания потратила 4 млн долларов.

## Сборы
В США и Канаде фильм вышел вместе с фильмами «Mack & Rita» и получившим широкое распространение «Bodies Bodies Bodies». Предполагалось, что фильм соберёт 1-2 млн долларов при показе в 1548 кинотеатрах в ходе начинающихся выходных, и в первый же день фильм собрал 923 тыс. долларов. В самом начале проката фильм собрал 2,5 млн долларов, заняв 10-е место в списках проката. По состоянию на 15 января 2023 года, когда фильм все ещё показывался в Китае (где впервые вышел на экраны 18 ноября), он собрал 7,2 миллиона долларов в США и Канаде и 13,5 миллиона долларов в других странах, а общие кассовые сборы составили 20,7 миллионов долларов (при его изначальном трёхмиллионном бюджете).

## Критика
На сайте Rotten Tomatoes фильм получил рейтинг 79 % основанный на 141 отзыве, со средней оценкой 6.4 из 10. Консенсус критиков гласит: «Абсурдный по своей сути, но такой же вызывающе минималистичный, как и его название, фильм — это постоянный вброс адреналина для зрителей, готовых отрешиться от неверия в происходящее».
Сайт Metacritic дал фильму средний арифметический рейтинг в 58 из 100, на основе обзоров 18 критиков, что указывает на «смешанные или средние отзывы» Зрители, опрошенные CinemaScore, поставили фильму среднюю оценку «B» по шкале от A+ до F, а PostTrak поставили фильму общую положительную оценку 69 %, при этом 44 % опрошенных заявили, что определённо рекомендуют его. В российской прессе фильм получил смешано-положительные отзывы: на сайте Критиканство фильм получил 68/100 на основе 13 рецензий.

## Факты
В качестве заявленной телевышки Б67 была снята ныне существующая вышка KXTV/KOVR высотой 624,5 метра, находящаяся в городе Уолнат Гроув штат Калифорния. Эта вышка занимает седьмое место в списке самых высоких сооружений, построенных за всю историю человечества.

## Продолжение
В марте 2023 года начались съёмки второй части фильма, премьера которого запланирована на 2025 год. Также у фильма появится приквел.

## Адаптации
22 августа 2023 года было объявлено, что у фильма появится российская версия.